# Kostel Pribićki
Kostel Pribićki es una localidad de Croacia en el municipio de Krašić, condado de Zagreb. Según el censo de 2011, tiene una población de 50 habitantes.

## Geografía
Está ubicada a unos 50 km de la capital nacional, Zagreb.